# Aspicarpa boliviensis
Aspicarpa boliviensis är en tvåhjärtbladig växtart som beskrevs av Franz Josef Niedenzu. Aspicarpa boliviensis ingår i släktet Aspicarpa och familjen Malpighiaceae. Inga underarter finns listade i Catalogue of Life.